# 紐陶島
紐陶島是南太平洋島國圖瓦盧的九個島嶼之一，位於該國北部，長2.6公里、寬1.2公里，面積1.6平方公里，該島有兩個湖泊，島上沒有火車和機場設施，居民主要集中在西南部的村落，2002年人口663。